# Albert Peers de Nieuwburgh
Albert Peers de Nieuwburgh (Oostkamp, 31 oktober 1866 - aldaar, 18 november 1937) was een Belgisch burgemeester.

## Biografie

### Familie
Albert Peers was de oudste zoon van Édouard Peers (1841-1919), burgemeester van Waardamme, die in 1896 vergunning verkreeg om de familienaam uit te breiden tot Peers de Nieuwburgh, en Amélie de Kerchove de Denterghem (1845-1925). Zijn grootvaders waren Irénée-Charles Peers, burgemeester van Waardamme, en jhr. Prosper de Kerchove de Denterghem, volksvertegenwoordiger. 
Hij trouwde in 1897 in Antwerpen met barones Coralie Osy de Zegwaart (1869-1898), dochter van baron Edouard Osy de Zegwaart, provincieraadslid van Antwerpen, senator, volksvertegenwoordiger en gouverneur van Antwerpen. Hij trad in tweede huwelijk in 1904 in Antwerpen met de bijna twintig jaar jongere Marthe de Terwangne (1878-1938), dochter van Léon de Terwangne, bankier en consul van Costa Rica. Uit het tweede huwelijk kwamen drie zoons en een dochter voort.
In 1934 verkreeg hij de bij eerstgeboorte overdraagbare titel van baron.
Hij was een schoonbroer van baron Paul van Reynegom de Buzet (1860-1941), burgemeester van Herenthout, provincieraadslid van Antwerpen en senator.

### Levensloop
Peers was burgemeester van Oostkamp. In 1896 tot gemeenteraadslid verkozen, werd hij op 5 februari 1905 benoemd en op 24 februari geïnstalleerd als burgemeester. Het inhuldigingsfeest vond plaats op maandag 12 juni 1905. In 1911 stemde de gemeenteraad onder zijn voorzitterschap een motie voor de vervlaamsing van de Rijksuniversiteit Gent.
Hij was verder ook nog:
- vicevoorzitter van de privéclub bij de Koninklijke Automobielbond,
- bestuurder van de vennootschap voor de paardenwedrennen in Oostende.